# Seznam jezikoslovcev na Univerzi v Novi Gorici
- Aleksandra Bizjak Končar
- Boris Kern
- Franc Marušič
- Maja Melinc Mlekuž
- Petra Mišmaš
- Matic Pavlič
- Marko Simonović
- Penka Stateva
- Arthur Stepanov
- Rok Žaucer